# Gymnopilus brunneodiscus
Gymnopilus brunneodiscus là một loài nấm thuộc họ Cortinariaceae. Nó được nhà nghiên cứu về nấm người Mỹ Murrill đặt tên vào năm 1917.